# Межгосударственный авиационный комитет
Межгосуда́рственный авиацио́нный комите́т (МАК) — исполнительный орган, образованный Соглашением о гражданской авиации и об использовании воздушного пространства 1991 года для координации деятельности государств постсоветского пространства  в области гражданской авиации и использования воздушного пространства,.

## История
Учреждён на основании подписанного в декабре 1991 года межправительственного «Соглашения о гражданской авиации и об использовании воздушного пространства». В соответствии со статьёй 8 этого соглашения МАК является постоянно действующим исполнительным органом, уполномоченным осуществлять практическую реализацию Соглашения и обеспечивать выполнение решений Совета по авиации и использованию воздушного пространства, созданного соглашением в качестве международной правительственной организации. 
Председатель МАК назначается постановлением Совета глав государств – членов Экономического сообщества (с момента основания МАК в 1991 году и до начала 2023 года эту должность занимала Татьяна Анодина). С 18 января 2023 года эту должность занял Олег Сторчевой, ранее работавший заместителем руководителя Росавиации.

## Направления деятельности
Длительное время МАК в качестве преемника советских Комиссии по использованию воздушного пространства, управлению воздушным движением и Комиссии по государственному надзору за безопасностью полётов воздушных судов (в части согласованных государствами СНГ функций) занимался широким кругом вопросов сертификации в гражданской авиации и расследования авиационных происшествий в интересах государств-спонсоров. По поводу юридического статуса МАК есть разные мнения, ряд юристов полагает, что МАК не является субъектом международного права и не может самостоятельно осуществлять каких-либо властных полномочий, тем более государственных функций РФ или иного государства СНГ. При этом МАК, как исполнительный орган международной правительственной организации, и его сотрудники, являющиеся международным персоналом, не могут нести ответственность за ненадлежащее исполнение своих функций перед органами государственной власти РФ или иного государства СНГ.
МАК аккредитован в ИКАО в качестве межгосударственной организации в области гражданской авиации, которая может быть приглашена к участию в соответствующих совещаниях ИКАО (такие организации не рассматриваются ИКАО в качестве наблюдателей).
Для проведения обязательной сертификации гражданской авиационной техники, гражданских аэродромов и организаций, осуществляющих лётную и техническую эксплуатацию авиационной техники в государствах СНГ, в составе МАК было создано специализированное подразделение Авиационный регистр (АР МАК), который со дня его основания и до 1998 года возглавлял Валентин Сушко (одновременно он занимал должность заместителя председателя МАК). Поскольку основной объём сертификационных работ имел место в России, то эта деятельность активно велась до 2015 года, когда соответствующие функции и полномочия были переданы российским органам исполнительной власти.

## Лишение полномочий в России
До ноября 2015 года МАК от имени Российской Федерации осуществлял сертификацию гражданских воздушных судов и аэродромов, организаций по техническому обслуживанию авиационной техники в России. Постановлением Правительства РФ от 28 ноября 2015 года № 1283 функции и полномочия по обязательной сертификации, которые были возложены на МАК, перераспределены Минтрансу, Минпромторгу и Росавиации. В соответствии с этим постановлением Росавиация создала подведомственное ей федеральное автономное учреждение Авиационный регистр Российской Федерации.
Хотя сертификационные полномочия МАК на территории России истекли в декабре 2015 года, АР МАК некоторое время продолжал вести деятельность по выдаче сертификатов типа для заинтересованных государств СНГ. Однако, с 2015 года основной задачей МАК является проведение расследований авиационных происшествий с воздушными судами гражданской авиации. В государственной авиации РФ функции контроля над безопасностью полётов и расследования авиационных происшествий возложены на Службу безопасности полётов авиации ВС РФ, а в экспериментальной авиации РФ эти функции выполняет Минпромторг России.
С 2016 года в Правительстве РФ рассматривается вопрос о лишении МАК всех полномочий, передававшихся ему от имени Российской Федерации,  и о выходе России из состава спонсоров МАК.

## Деятельность МАК в России
В России МАК с момента своего основания занимался расследованием авиационных происшествий с гражданскими воздушными судами. При этом расследование АП с воздушными судами не прошедших государственную регистрацию не производилось. Также не велось расследование с воздушными судами из дерегулированого сектора 115 килограмм. По заявлению руководителя Комитета такая работа будет проводиться в будущем. Кроме того, он сообщил о расследованиях АП с беспилотными ВС.
...Это потребует от руководства Межгосударственного авиационного комитета принятия кадровых решений и улучшения финансирования сотрудников с целью привлечения квалифицированных специалистов, особенно с учетом того, что скоро нам предстоит столкнуться с проблемой расследования событий с беспилотными воздушными судами, сверхлегкими и незарегистрированными летательными аппаратами...
Эти же изменения отражены в актуальных редакциях Воздушного кодекса России, .

## Государства-участники МАК[15]
Список членов приводится по состоянию на 17 января 2023 года.
- Азербайджанская Республика
- Республика Армения
- Республика Беларусь
- Республика Казахстан
- Кыргызская Республика
- Российская Федерация (в части расследования авиационных происшествий)
- Республика Таджикистан
- Туркменистан
- Республика Узбекистан

Бывшие государства-участники МАК
- Республика Молдова[16]
- Грузия[17]
- Украина[18].

О желании присоединиться к Соглашению о гражданской авиации и об использовании воздушного пространства в 2024 году заявлял Иран.